# Marcgravia sprucei
Marcgravia sprucei är en tvåhjärtbladig växtart som först beskrevs av Wittmack, och fick sitt nu gällande namn av Ernest Friedrich Gilg. Marcgravia sprucei ingår i släktet Marcgravia och familjen Marcgraviaceae. Inga underarter finns listade i Catalogue of Life.